# Спокута (фільм, 1987)
«Спокута» — радянський художній фільм 1987 року, знятий режисером Віктором Мірзаянцем на кіностудії «Таджикфільм».

## Сюжет
Дія фільму відбувається 1931 року у Таджикистані, де ще бешкетують банди басмачів.

## У ролях
- Мусо Ісоєв — головна роль
- Гульчехра Убайдуллаєва — головна роль
- Хашим Рахімов — Арчабек
- Аслан Рахматуллаєв — головна роль
- Марат Аріпов — роль другого плану
- Алі Мухаммад — Полвон
- Ділором Еґамбердиєва — роль другого плану
- Рано Закірова — роль другого плану
- Назар Назаров — роль другого плану

## Знімальна група
- Режисер — Віктор Мірзаянц
- Сценарист — Музаффар Маджидов
- Оператор — Ростислав Пірумов
- Композитор — Геннадій Александров
- Художник — Сергій Романкулов